# Ixodes ghilarovi
Ixodes ghilarovi är en fästingart som beskrevs av Filippova och Panova 1988. Ixodes ghilarovi ingår i släktet Ixodes och familjen hårda fästingar. Inga underarter finns listade i Catalogue of Life.